# Covirán
O Grupo Covirán é uma empresa cooperativa de distribuição, um dos mais importantes grupos de supermercados em Espanha. Tem a sua sede na cidade de Granada. Covirán também está presente em Portugal e Gibraltar.

## História
Foi fundada em 1961. É uma cooperativa dedicada à distribuição de alimentos e uma das mais importantes empresas da economia social espanhola, portuguesa e gibraltina com uma longa história. Uma empresa de origem granadina que iniciou a sua actividade em meados do século XX. No primeiro supermercado self-service em Granada, chamado autoservicio Los Ángeles y ubicado en Plaza de Gracia, propiedad de D. José Jiménez López que, algum tempo depois, vendo a popularidade deste tipo de estabelecimento, juntamente com dois outros supermercados associados, formaram a cooperativa Covirán. Gradualmente, tornou-se hoje um actor importante no sector da distribuição, com mais de 2.855 supermercados.
O nome Covirán é uma contracção das palavras Cooperativa Virgen de las Angustias, santa padroeira da cidade de Granada.
Estão orientados para a classe média.

## Covirán em Portugal
Covirán está presente em Portugal, nos distritos de Aveiro, Açores, Beja, Braga, Bragança, Castelo Branco, Coimbra, Évora, Faro, Guarda, Leiria, Lisboa, Madeira, Portalegre, Porto, Santarém, Setúbal, Viana do Castelo, Vila Real e Viseu.